# Paratjärnarna (Ovikens socken, Jämtland)
Paratjärnarna är en sjö i Bergs kommun i Jämtland och ingår i Indalsälvens huvudavrinningsområde. Paratjärnarna ligger i Marntallsåsen Natura 2000-område.